# پورپوریت
پورپوریت  (به انگلیسی: Purpurite) با فرمول شیمیایی (Mn 3+Fe3+)[PO4] از مجموعه کانی هاست و از واژة یونانی و لاتین purpureus یعنی ارغوانی، قرمز اخذ شده‌است. محلول در HCl Mn2O۳:۵۲٫۶۶٪  P2O۵:۴۷٫۳۴٪  و ادخال‌های Fe برای اولین بار در نامبیا کشف شد و از نظر شکل بلور: نامنظم، رنگ: قرمز تیره تا بنفش تیره، شفافیت: شفاف - کدر(اپاک)، شکستگی: نامنظم، جلا: مات، رخ: کامل- مطابق با سطح، سیستم تبلور: ارترومبیک و در رده‌بندی فسفات است همچنین خاصیت مغناطیسی ندارد و منشأ تشکیل آن ثانوی - پگماتیتی است.
همایند کانی‌شناسی (پارانژ) آن رنگ و خواص شیمیاییهتروزیت- سیکلریت- تری فیلیت و غیره است
، از نظر ژیزمان آگرگات دانه‌ای - توده‌ای کمیاب است و بیشتر در فرانسه، استرالیا، آمریکا یافت می‌شود.